# Benjamin Mikfeld
Benjamin Mikfeld (* 16. Oktober 1972 in Lennestadt) ist ein deutscher Politiker (SPD). Von 1999 bis 2001 war er Bundesvorsitzender der Jusos.

## Politik
In den Jahren 1995 bis 1999 war Mikfeld Vorsitzender der Jusos in der SPD im Bezirk Westliches Westfalen. Mikfeld wurde 1999 auf dem Leipziger Bundeskongress als einziger Kandidat mit 50,86 Prozent der Stimmen zum Juso-Bundesvorsitzenden gewählt.
Während seiner Zeit als Bundesvorsitzender übte Mikfeld scharfe Kritik an der SPD und den Jusos: „Polemisch überspitzt droht die Mutation der Jusos zu einem bizarren Gebilde aus politisch irrelevanten Cliquen, karrieregeilen Schleimern, frühfordistischer Stahlarbeiterromantik, halbherzigem öko-sozialdemokratischem Reformismus sowie regionalspezifischen Fantasie-Sozialismen“, zitierte die Frankfurter Rundschau Mikfeld. Ein Kommentar in der Süddeutschen Zeitung fragte zu seiner Wahl, warum ausgerechnet von den Jusos ein Impuls für eine Linke der Moderne ausgehen solle, bewertete aber Mikfelds Arbeit als „ernstzunehmenden Versuch“. Zum Abschluss seiner Amtszeit war das Echo gespalten. Der Kölner Stadt-Anzeiger sprach von einem „Offenbarungseid“ und einem „Scherbenhaufen“, weil es Mikfeld nicht geschafft habe die beiden Juso-Flügel zu versöhnen.
Von 1995 bis 2003 war Mikfeld Mitglied des SPD-Parteivorstands.
Mikfeld bewarb sich 2001 um das Mandat als Bundestagskandidat der SPD im damals neu geschaffenen Bundestagswahlkreis Herne – Bochum II, unterlag aber innerparteilich knapp gegen Gerd Bollmann.

## Beruf
Nach seinem Studium der Sozialwissenschaft an der Ruhr-Universität Bochum, das Mikfeld 2001 mit dem Diplom abschloss, war er zunächst als Projektmanager bei der Unternehmensberatung SCI Verkehr beschäftigt. 2003 wechselte er zu BBDO Consulting, wo er verantwortlich war für Public Affairs sowie Public Communication.
Im Jahr 2004 wurde Benjamin Mikfeld Büroleiter des SPD-Bundesgeschäftsführers und arbeitete bis 2011 in wechselnden Positionen in der SPD-Parteizentrale (Willy-Brandt-Haus). Ab 2005 war er Leiter des Planungsstabes, 2008 Leiter der Abteilung Politik und Analysen.
2011 verließ er die SPD-Parteizentrale und kündigte an, ein eigenes politisches Strategieinstitut aufzubauen. Laut Presseberichten sollte er einen rot-grünen Think Tank koordinieren, er selbst nannte es Strategieinstitut, andere Beteiligte sprachen bescheidener von Koordinierungsbüro. 2012 legte der von ihm als einer der beiden gleichberechtigten Geschäftsführer geleitete Verein Denkwerk Demokratie sein erstes Arbeitspapier unter dem Titel „Neues Denken“ vor.
Von 2014 bis 2018 leitete Mikfeld die Grundsatzabteilung des Bundesministeriums für Arbeit und Soziales. Von 2018 bis 2021 war er Leiter der Abteilung Leitung, Planung und Strategie des Bundesministeriums der Finanzen. Nach der Bundestagswahl 2021 wechselte er in das Bundeskanzleramt und leitete bis Mai 2025 die Abteilung 6 Politische Planung, Grundsatzfragen; Gesellschaftlicher Dialog.
Mikfeld ist Mitherausgeber der spw – Zeitschrift für sozialistische Politik und Wirtschaft.

## Trivia
„Benny“ ist Vorstandsmitglied im Verein „Bochumer Botschaft“, dem VfL-Bochum-Fanclub in Berlin.